# ويليام فرانكلين
ويليام فرانكلين (بالإنجليزية: William Franklin)‏ هو مغني أوبرا ومغني أمريكي، (ولد في ممفيس في الولايات المتحدة 1906  م).

## وصلات خارجية
- ويليام فرانكلين على موقع ميوزك برينز (الإنجليزية)
- ويليام فرانكلين على موقع أول ميوزيك (الإنجليزية)
- ويليام فرانكلين على موقع ديسكوغز (الإنجليزية)